# Club Atletico Faenza 2009-2010
La stagione 2009-2010 del Club Atletico Faenza è stata l'undicesima consecutiva disputata in Serie A1 femminile.
Vi partecipava da detentrice della Coppa Italia.

## Rosa
| N° | Naz.                | Ruolo | Sportivo             | Anno | Alt. |  |
| -- | ------------------- | ----- | -------------------- | ---- | ---- |  |
| 4  | Brasile (bandiera)  | P     | Adriana Moisés Pinto | 1978 | 168  |  |
| 5  | Slovenia (bandiera) | AP    | Maja Erkič           | 1985 | 183  |  |
| 7  | Italia (bandiera)   | G     | Francesca Modica     | 1981 | 175  |  |
| 8  | Italia (bandiera)   | P     | Elena Bandini        | 1990 | 165  |  |
| 9  | Italia (bandiera)   | P     | Valeria Battisodo    | 1988 | 177  |  |
| 10 | Italia (bandiera)   | A     | Lavinia Santucci     | 1985 | 185  |  |
| 11 | Francia (bandiera)  | A     | Géraldine Robert     | 1980 | 184  |  |
| 12 | Italia (bandiera)   | G     | Beatrice Sciacca     | 1983 | 175  |  |
| 14 | Ucraina (bandiera)  | C     | Oleksandra Prystupa  | 1980 | 200  |  |
| 15 | Italia (bandiera)   | C     | Marte Alexander      | 1976 | 192  |  |

## Dirigenza
- Presidente: Enrico Piombini
- Vicepresidente, general manager e dirigente accompagnatore: Mario Bedeschi
- Direttore sportivo: Nina Bjedov
- Segretaria: Bice Ferraresi
- Dirigente responsabile e accompagnatore: Giuseppe Moriconi
- Addetto stampa: Davide Zagonara
- Addetto marketing: Stefano Visani

## Staff tecnico
- Allenatore: Paolo Rossi
- Vice allenatore: Cristina Bassi
- Addetti statistiche: Andrea Rivola e Antonio Bachiorri
- Preparatore atletico: Daniele Ercolessi
- Fisioterapista: Giovanni Fabbri
- Medico sociale: Edmondo Errani
- Addetto arbitri: Amedeo Bandini